# Akosua (cràter)
Akosua és un cràter d'impacte en el planeta Venus de 6,2 km de diàmetre. Porta el nom d'un antropònim àkan, i el seu nom va ser aprovat per la Unió Astronòmica Internacional el 1997.